# Effen
Effen is een kerkdorp dat onderdeel is van de gemeente Breda, in de Nederlandse provincie Noord-Brabant. Tot 1942 lag het in de voormalige gemeente Princenhage. Effen telt 871 inwoners. Het dorp heeft geen eigen postcode en plaatsnaam in het postcodeboek; voor de postadressen ligt Effen in Breda.

## Etymologie
De oorsprong van de naam Effen, in 1295 als Effene geschreven, is onbekend.

## Geschiedenis

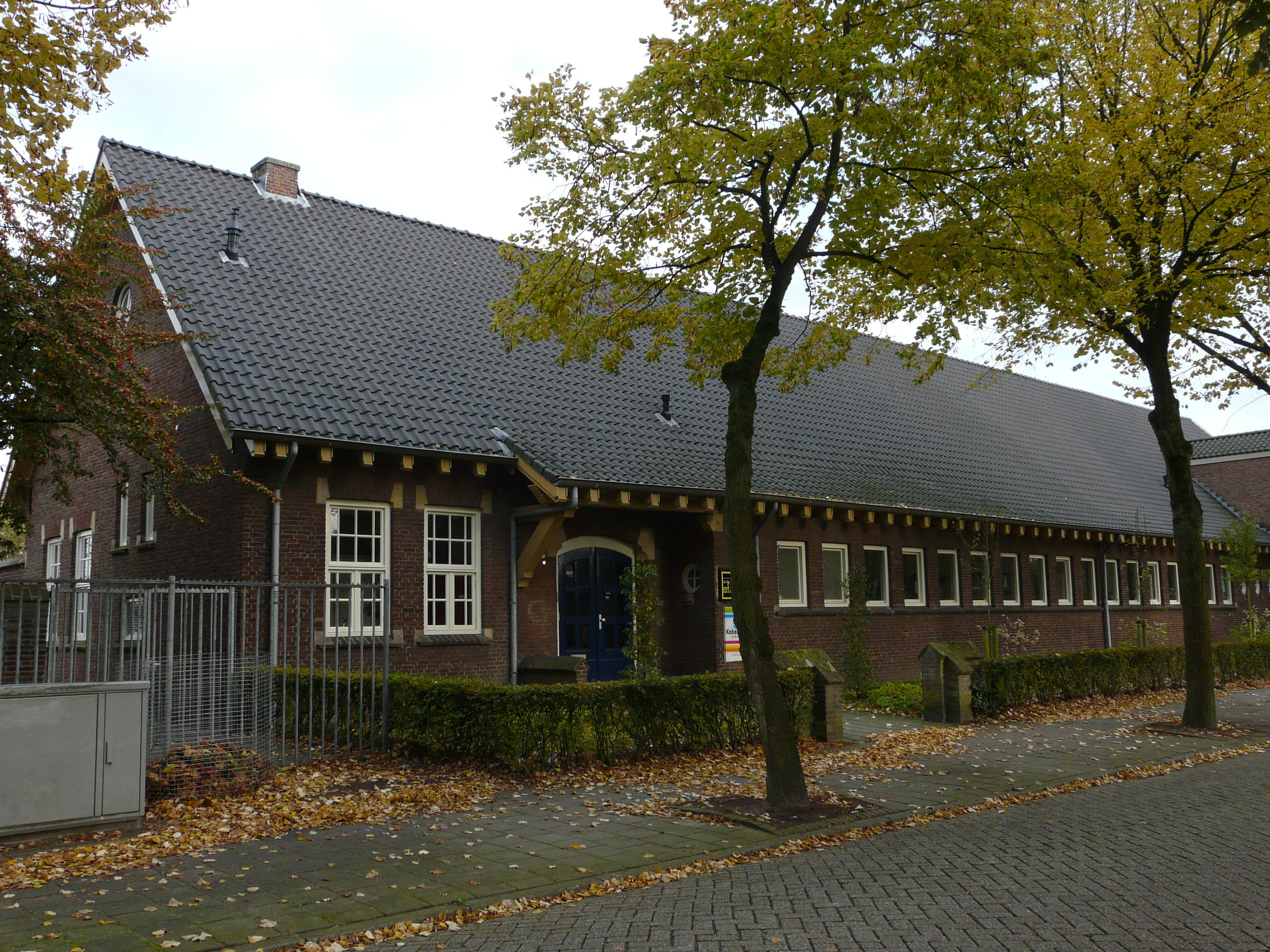
Basisschool

De oudste vermelding van de plaatsnaam is in een document uit 1295. In die tijd kwamen de tienden van het dorp ten goede aan de parochie van Gilze, waarvan het patronaatsrecht berustte bij de Abdij van Thorn. In dit gebied, De Rith genaamd, lagen diverse groepjes boerderijen en sommige hiervan werden wat compacter. Een van die buurtschappen was Effen. Effen, hoewel als nederzetting oud, kreeg pas na de Tweede Wereldoorlog min of meer de structuur van een dorp. Een kerk verrees echter reeds in 1938, daar het Bisdom Breda voorzag dat in Effen grootschalige nieuwbouwplannen van de stad Breda zouden worden gerealiseerd. Ook kwam er een school. De nieuwbouwwijken kwamen er echter niet, op een klein woonwijkje na. Na de Tweede Wereldoorlog werden de plannen geheel herzien. Wél is er enig verenigingsleven in Effen, zoals een kerkkoor

## Bezienswaardigheden

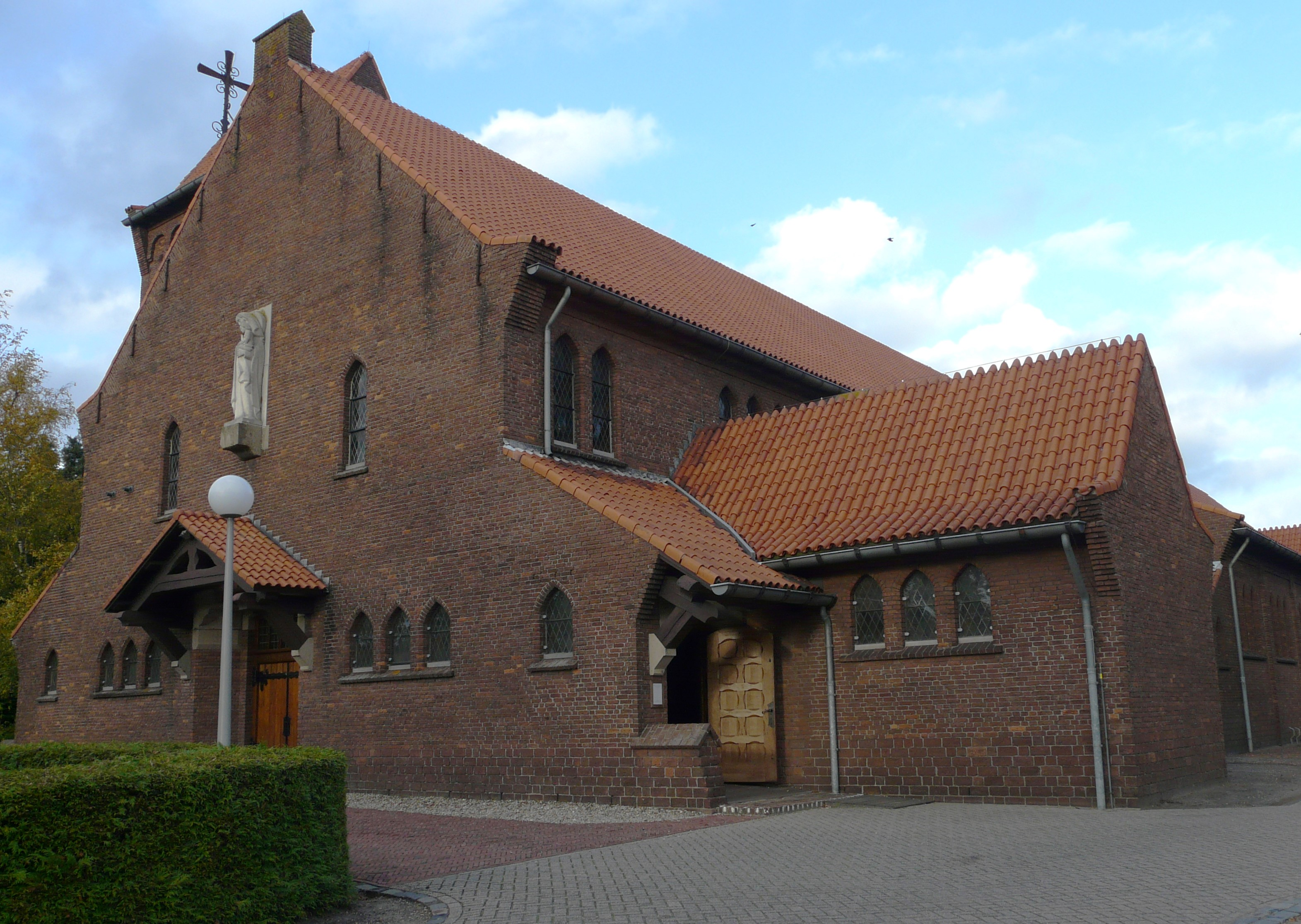
Kerk

De Moeder Godskerk is een katholieke kerk aan de Effenseweg 3. Deze is buitenproportioneel groot voor de huidige omvang van het dorp omdat tijdens de bouw werd verwacht dat de gemeente Breda meer naar het zuiden zou groeien. De kerk werd gefinancierd uit collectegelden van de parochianen en een bijdrage van het bisdom. Omdat de grond te zacht was, hebben de parochianen geholpen bij het graven van het fundament. De kerk werd ingewijd in 1939 en architect was Jacques Hurks. In hetzelfde jaar splitste ook de parochie Effen zich af van die van Princenhage. Het is een bakstenen kerk die in traditionalistische stijl is uitgevoerd en heeft een goede akoestiek. De kerk is nu een onderdeel van de Maria Magdalena parochie.

## Natuur en landschap
Effen ligt in het stroomdal van de Aa of Weerijs. De rivier stroomt direct ten oosten van Effen, Direct daarnaast ligt een autoweg en de HSL-Zuid, en ten oosten daar weer van bevindt zich het Mastbos.
Ten zuiden van Effen ligt natuurgebied de Krabbenbosschen en ten westen het natuurgebied De Rith met daarop aansluitend de Vloeiweide.
Ten westen van Effen stroomt de Turfvaart en de Bijloop.
Ten noorden van Effen begint, na 1 km, de infrastructuur die Breda omsluit, en de bebouwing van de stad Breda.

## Bestuurlijke indeling
Effen kan verdeeld worden in vier delen of gehuchten:
- Overa
- 't Hout
- De Rith
- Effen

Effen wordt thans door het CBS als buurt binnen de wijk Breda West aangeduid met de naam Effen-Rith. De Rith is een vanouds bekend tuinbouwgebied onder Princenhage. Deze naam is afgeleid van het middeleeuwse rijt ('kleine waterloop', verwant met rijn), later ook gebruikt voor aan zo'n water gelegen land.

## Ligging
Effen is gesitueerd aan de zuidkant van Breda, tussen Breda Princenhage en Rijsbergen. Het kerkdorp ligt aan de oude Rijsbergseweg westelijk van de autoweg A16 en bij de westelijke oever van de rivier de Aa of Weerijs. Aan de linkeroever daarvan en oostelijk van de A16 ligt Overa ('over de Aa').
In de bebouwde kom van Effen staan hoofdzakelijk villa's. Tijdens de aanleg van de HSL-zuid zijn er aan de noordzijde een dertigtal huizen gebouwd voor mensen die hun huis hadden moeten verkopen.

## Voorzieningen
Aan voorzieningen in Effen is er een buurthuis, een basisschool, een brievenbus, twee cafés, twee restaurants en een manege. Naast de HSL-spoorweg ligt een paddenpoel. In de nabije omgeving ligt een lommerrijk bosgebied met wandelroutes en horecagelegenheden.

## Prinsenplassen
Bij het gehucht Overa was vroeger een natuurbad gevestigd, 'de Prinsenplassen', aan de Overaseweg aan de rand van het Mastbos, van oudsher grondgebied van Princenhage (vandaar de naam). Het ontving zijn water uit de nabije Aa of Weerijs. Naast het zeer druk bezochte 'het Ei' in de Bredase wijk Boeimeer, was het de enige zwemgelegenheid in de buurt. De Mark en de Aa werden te gevaarlijk geacht (vanwege draaikolken).
De Prinsenplassen was een tamelijk primitief recreatieoord, maar het had, zo tegen de bosrand aan, ook juist iets gemoedelijks. Er was bovendien gemengd zwemmen toegestaan, lang voordat dat in het Ei mocht. Ook lag er een speeltuin bij. De bassins zijn er nog steeds, zij het nu als particuliere eendenvijvers.

## Verkeer en vervoer

### Wegvervoer
Effen is bereikbaar via de A16 en de oude Rijsbergseweg (N263).

### Openbaar vervoer
Met het openbaar vervoer is Effen te bereiken door middel van de volgende buslijn van Arriva.
- Lijn 374: Made – Wagenberg – Terheijden – Breda – Effen – Rijsbergen – Zundert

## Trivia

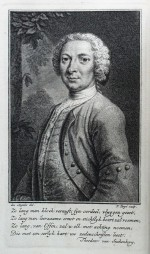
Justus van Effen (1684-1735)

- Een uit de Nederlandse letterkunde bekende schrijver was Justus van Effen. Als familienaam is deze naam verder zeer weinig bekend, maar hij komt nog wel voor in de Verenigde Staten (onder meer in Michigan).
- Het verhaal gaat, dat Napoleon op een van zijn veldtochten zijn tentenkamp had opgeslagen in Effen.
- De Nederlandse popgroep Abel is afkomstig uit Effen.

## Nabijgelegen kernen
Breda, Etten-Leur, Galder, Lies, Princenhage, Rijsbergen en Ulvenhout.